# Соловьёв, Григорий Фёдорович
Григорий Фёдорович Соловьёв — командир орудия 859-го артиллерийского полка (312-я стрелковая дивизия, 69-я армия, 1-й Белорусский фронт), старшина.

## Биография
Григорий Фёдорович Соловьёв родился в крестьянской семье в селе Половинное Славгородского уезда Алтайской губернии (в настоящее время Краснозёрский район Новосибирской области). Вскоре семья переехала в село Новобарнаулка Сибирского края. Окончил в 1933 году 4 класса школы. Работал в колхозе, затем трактористом на машинно-тракторной станции.
В декабре Калманским райвоенкоматом был призван в ряды Красной армии. С того же времени служил в 312-й стрелковой дивизии, с июля 1942 года на фронтах Великой Отечественной войны.
Приказом по 859-му артиллерийскому полку от 18 августа 1943 года за мужество и героизм в боях против немецко-фашистских захватчиков в Дорогобужском районе Смоленской области наводчик орудия младший сержант Соловьёв был награждён медалью «За боевые заслуги».
При форсировании реки Западный Буг в районе села Бережцы Любомльского района Волынской области командир орудия сержант Соловьёв в составе батареи отразил несколько контратак противника, подавил 5 станковых пулемётом и миномётную батарею противника, рассеял и частично уничтожил группу солдат противника численностью до 40 человек. Приказом по 312-й стрелковой дивизии от 1 июля 1944 года он был награждён орденом Славы 3-й степени.
В ходе Варшавско-Познанской операции в боях за город Познань, который уже был взят Красной армией, но в городе ещё продолжались бои 28 февраля 1945 года старший сержант Соловьёв с орудием, сопровождая штурмовую группу, прикрывал огнём её действия. Когда путь штурмовой группу преградили пулемётные точки противника и Соловьёв был ранен, он не оставил орудие, продолжал вести огонь. Только уничтожив 3 пулемётные точки вместе с расчётами и очистив квартал от солдат противника, он отправился в санчасть. Приказом по 69-й армии от 22 февраля 1945 года он был награждён орденом Славы 2-й степени.
В начале Берлинской операции в апреле 1945 года при прорыве обороны противника на левом берегу реки Одер у населенного пункта Шёнфлисс (Лебус, Меркиш-Одерланд) в 10 км северо-западнее города Франкфурт-на-Одере) командир орудия старшина Соловьёв во главе расчета прямой наводкой уничтожил 2 пулеметные точки, 2 блиндажа и до отделения живой силы противника. 

18 апреля при отражении контратаки противника его расчет истребил свыше 15 гитлеровцев. 

24 апреля в бою за город Рауэн (Одер-Шпрее, Бранденбург) в 46 км восточнее Берлина артиллеристы уничтожили 4 пулемета, более отделения солдат противника, разрушили 2 дома, где засели автоматчики. Указом Президиума Верховного Совета СССР от 15 мая 1945 года он был награждён орденом Славы 1-й степени.
24 июня 1945 года старшина Соловьёв стал участником Парада Победы на Красной площади в Москве.
Он был демобилизован в ноябре 1946 года. Жил в селе Берёзовка Новосибирской области, работал трактористом в совхозе. Затем переехал в посёлок Железнодорожный.
За успехи в труде был награждён орденом Октябрьской Революции.
В 1985 году в ознаменование 40-летия Победы он был награждён орденом Отечественной войны 1-й степени.
Скончался Григорий Фёдорович Соловьёв 14 мая 2006 года.

## Память
- Его имя увековечено на Аллее Героев у Монумента Славы в Новосибирске.